# The Sims Studio
The Sims Studio is een bedrijf van Electronic Arts en maakte tot 2015 deel uit van EA Maxis. Maxis was vroeger verantwoordelijk voor de ontwikkeling van The Sims en De Sims 2.

## Geschiedenis
Na vele succesvolle computerspellen in De Sims-serie, werd de verantwoordelijkheid voor het verder ontwikkelen van dergelijke spellen overgedragen van Maxis, naar The Sims Studio. Will Wright en Maxis waren hierdoor niet meer rechtstreeks betrokken bij de ontwikkeling van De Sims 3 en de bijhorende uitbreidings- en accessoirepakketten, hoewel verschillende ontwikkelaars van Maxis wel nog verantwoordelijk waren.
Vanaf het uitkomen van SimCity en De Sims 3: Studententijd werd Maxis terug betrokken bij de ontwikkeling van De Sims-spellen. Deze twee spellen verschenen in de Verenigde Staten op 5 maart 2013, en in België en Nederland op 7 maart 2013. In 2015 sloot Maxis echter zijn deuren. De verdere ontwikkeling van de spellen ging daardoor terug naar The Sims Studio.

## Ontwikkelde computerspellen

### De Sims 3
- De Sims 3
- De Sims 3: Wereldavonturen
- De Sims 3: Luxe Accessoires
- De Sims 3: Ambities
- De Sims 3: Supersnelle Accessoires
- De Sims 3: Na Middernacht
- De Sims 3: Buitenleven Accessoires
- De Sims 3: Levensweg
- De Sims 3: Buurtleven Accessoires
- De Sims 3: Beestenbende
- De Sims 3: Slaap- en badkamer Accessoires
- De Sims 3: Showtime
- De Sims 3: Katy Perry Pakt uit
- De Sims 3: Diesel Accessoires
- De Sims 3: Bovennatuurlijk
- De Sims 3: Jaargetijden
- De Sims 3: 70s, 80s en 90s Accessoires
- De Sims 3: Studententijd
- De Sims 3: Exotisch Eiland
- De Sims 3: Film Accessoires
- De Sims 3: Vooruit in de Tijd

### De Sims Middeleeuwen
- De Sims Middeleeuwen
- De Sims Middeleeuwen: Piraten en Adel

### De Sims 4
- De Sims 4
- De Sims 4: In de Natuur
- De Sims 4: Aan het Werk
- De Sims 4: Luxe Feestaccessoires
- De Sims 4: Perfecte Patio Accessoires
- De Sims 4: Wellnessdag
- De Sims 4: Coole Keukenaccessoires
- De Sims 4: Beleef het Samen
- De Sims 4: Wordt beroemd
- De sims 4: Aan het werk